# Орден Республики (Судан)
Орден Республики (араб. وسام الجمهورية‎) — государственная награда Судана, учреждённая 16 ноября 1961 года для награждения граждан страны и иностранцев за выдающийся заслуги перед государством. Является высшей наградой страны.
Повторное награждение орденами и медалями, а также повышение их в классе допускается не иначе, кроме как по истечении трёх лет со дня первого награждения. Срок может быть сокращён до одного года для кавалеров, выходящих на пенсию. Ордена и медали могут передаваться наследникам награждённого, но без права на их ношение. Президент республики может отозвать орден за поступки, порочащие честь или направленные против государства.

## Описание награды
В центре медали, выполненного в форме звезды, на белом эмалевом фоне надпись на арабском «Демократическая Республика Судан» темно-синего цвета, окружённая лучами в цветах флага. Медаль крепится к ленте на золотом круге с гербом страны. В I классе к цепи идёт большой медальон для ношения на левой стороне груди. 
Гофрированная шёлковая лента фиолетового цвета, разделена семью светло-зелёными продольными полосами.

## Известные кавалеры
- Хайле Селассие I (1970)[5][6]
- Садык аль-Махди (2014)[7][8][9]
- Чжан Гаоли (2017)[10]
- Риек Мачар (2018)[11]
- Евгений Пригожин (2018)[12]
- Крис Кунс (2021)[13]